# なんて素敵にジャパネスク
『なんて素敵にジャパネスク』は、氷室冴子の平安時代の宮廷貴族社会を舞台にした少女小説シリーズ。また、これを原作にした漫画、テレビドラマや、NHK-FMでラジオドラマも製作されている。第1話「お約束は初めての接吻で の巻」は集英社『小説ジュニア』（現在の『Cobalt』の前身）1981年4月号に、第2話「初めての夜は恋歌で囁いて の巻」は『Cobalt』1982年秋号にそれぞれ発表され、さらに書き下ろしを加え集英社コバルト文庫から1984年に『なんて素敵にジャパネスク』として刊行された。その後はコバルト文庫の人気シリーズとなり、1991年まで10冊が刊行された。1999年にはイラストを替えた新装版、2012年にはみらい文庫版が発売された。コバルト文庫刊行作品では2005年1月時点で『吸血鬼はお年ごろ』に次ぐ歴代2位の売上となっており、2022年1月時点でシリーズ累計部数は800万部を突破している。主人公が「親から執拗に結婚を勧められ、困り果てる」という設定は、氷室が当時、同様に結婚を両親に勧められて辟易していたことに起因する。予定では引き続き番外編、アンコール編を執筆予定であったが、作者が年齢を重ね暫く書かなくなったうちに「瑠璃姫はもういいかな」と思うようになり続編は刊行されなかった。
物語の舞台は平安時代であり、貴族・内大臣家のおてんばな16歳の娘・瑠璃姫が自身の結婚問題などから事件を起こしたり、また貴族社会の東宮・帝即位問題に関係する政治陰謀事件などを解決して行くラブコメディ作品となっている。

## 登場人物

### 主人公
瑠璃（るり）
本編の主人公であり、外伝を除く物語全体の語り手。名前の由来は『源氏物語』の登場人物玉鬘の幼名。
摂関家（藤原氏）の流れを汲む内大臣家の姫君。初登場時16歳。10歳まで京の都から離れた吉野で祖母に育てられる。そこで出会った初恋の少年・吉野君の面影が忘れられず、また、母の喪も明けないうちに再婚した浮気性の父に幻滅し、当時の結婚平均年齢であった13 - 14歳を過ぎても独身主義を通していた。
どちらかといえば丸顔で、さほど美人ではないが、性格は明朗活発で勇敢、勘が鋭く、頭の回転も速いため、陰謀ごとに聡く、誰もが思いつかない深い読みを見せることも。
その一方で、情に脆く、感情に流されやすいため、己の赴くままに我を通し、他を驚かせる突飛な行動を取ることも少なくない。
故に必要とあらば、女房として他家（時として後宮）に赴くことも辞さず、また、深窓の姫とも思えない見事な活躍を見せる。
そういった、当時の常識では計り知れない、奔放な言動ゆえに様々な事件に関わり、結果として「脳の病」だの「物の怪憑きの姫」という芳しくない噂を立てられることになるが、その縁でツテも多く、その交友関係の広さに、時に他人を驚かせることも。
裁縫、琴など当時の女性の必須ともいえる教養科目が大の苦手だが、和歌は人並み以上に機知に富む。

### 主人公の夫
高彬（たかあきら）
瑠璃の幼馴染みであり、許嫁を経て夫となる。
右大臣家の四男坊。初登場時15歳。左衛門佐（さえもんのすけ）から後に右近少将に昇進する。家柄も良く有能なため、帝の覚えもめでたい当代随一の公達の1人。
瑠璃の弟・融の幼馴染みであり、瑠璃とは「筒井筒」の仲。幼少の頃に共に遊んだ瑠璃を一途に想い続けている。性格は生真面目でお役目一辺倒、瑠璃とは違い、身分や世間体を重んじる常識人である。堅物すぎる余り、帝をはじめとする他の宮中人からその生真面目さをからかわれる。瑠璃と結婚してからは嫉妬深い一面を覗かせる。
字も和歌も下手で、初夜の時には瑠璃から後朝（きぬぎぬ）の歌の心配をされるほど。しかし、守弥から手ほどきを受けたため、琵琶だけは名人級である。
教育係でもある乳兄弟の兄・守弥に頭が上がらなかったが、瑠璃を認めない守弥に反発することもしばしば。

### 主人公の関係者
吉野君（よしののきみ）
瑠璃が吉野に住んでいた頃の幼馴染みで、瑠璃の初恋の人であり、将来を誓い合った仲でもあった。
本人は知らなかったが、実は帝の息子、東宮の別腹の弟であり、東宮争いの陰謀に巻き込まれ父と対面するも、父帝に拒絶され出家、後に唯恵（ゆいけい）という名で後宮に出入りするようになる。
小萩（こはぎ）
瑠璃の側近の女房。瑠璃より2歳年上で独身。いつも瑠璃のことを心配しており、小言もずけずけ言うお姉さんタイプ。ややミーハーだが、まるで男っ気がなく、後輩にもそれをからかわれることがある。
鷹男（たかお）
瑠璃がある事件で出会った雑色。男性的な美貌の持ち主であり、胆力にも富む。東宮の密命を請けて事件の解決に臨んでいた。
藤宮（ふじのみや）
先々帝の第八皇女。初登場時20歳。生母も内親王（先々々帝の女九の宮）であるが、祖母は身分が低い典侍であり、後見がなかったことから「帝（当時）のお声がかりで」（小萩談）時の内大臣に降嫁するも、16歳で未亡人となる。東宮にとっては叔母であり、帝（後に譲位して光徳院となる）と帥の宮（遠野宮）には異母妹にあたる。
才色兼備の佳人として二条堀川邸で悠々自適な生活を送っている。ある事件をきっかけに瑠璃と親交を結ぶ。華やかな美人で明るく穏やかだが、東宮の隠密行動に手を貸したり、今上帝となった東宮の求愛行動に悩む瑠璃をからかったりと、茶目っ気のある性格である。

### 主人公の家族
融（とおる）
瑠璃の同腹の弟、内大臣家の嫡男。初登場時15歳。
高彬の親友だが、お坊ちゃん気質のぼんくら。葵祭で御簾越しに垣間見た、高嶺の花の藤宮に懸想するものの、求婚したり忍んでいく根性はなく、瑠璃曰く「情けない性格」。姉想い、友人想いの優しい気質の持ち主だが、それが空回りして事態を悪化させる浅はかさも同居している。
内大臣から薦められた縁談をきっぱりと断るだけの一途さを持つものの、ひょんなことから高彬の妹、由良姫と知り合い、淡い好意を抱くことに。
藤原忠宗（ふじわらのただむね）
瑠璃や融の父。初出は大納言、後に内大臣となる。型破りな瑠璃やぼんくらの融に悩まされ寝込むことも多いが、政治力は確かなものがあり、実はかなりのやり手らしい。高彬を婿に迎えてからは、安堵している。かなりの女好き。
母上
内大臣の正室。瑠璃や融にとっての継母に当たる。瑠璃の独身時代は優しく、何かと庇ってくれた。高彬との結婚後は、瑠璃の亡き母からの遺言もあって、母親としての務めを果たそうとしているが、瑠璃との意思疎通は空回り気味。

### 右大臣家
右大臣（うだいじん）
高彬や承香殿、由良姫らの父。政治の世界ではともかく、邸では「どうしたもんかのう」を連発する頼りない人物。高彬いわく「昔かたぎ」。内大臣である瑠璃の父とは仲がいいらしく、泣き落されて、愛息である高彬を評判のよろしくない瑠璃の婿にすることを仕方なく承諾する。
北の方
右大臣の正室で、高彬や承香殿、由良姫らの母。四男四女の八人を産む。末息子の高彬を溺愛しており、妻となってからも瑠璃姫のことを嫌っている。出自は宮姫（皇族）。
梨壺女御（なしつぼのにょうご）／承香殿女御（じょうきょうでんのにょうご）／公子姫（きみこひめ）
高彬の二番目の姉で、東宮妃（のちに今上帝妃となり、承香殿女御となる）。
聡子姫（さとこひめ）
高彬の一番上の姉で、右大臣家の総領姫。後々は東宮妃になる身として周囲から大切に育てられたが、当時は身分の低かった涼中将に一目惚れし、強引に婿取りをした。既に夫との仲は冷え切っている。
どうやら不妊症らしく（「妻は、おそらく子が出来ないのでね。」涼中将談）、涼中将と阿久との間に産まれた娘（小姫）を引き取り、可愛がっている。
由良姫（ゆらひめ）
右大臣家の四番目の姫で、高彬の妹。年が近いため、一番仲がいいらしい。入内話が持ち上がるが、本人は一目見た帥の宮に恋焦がれている。そのため、兄・高彬の親友である融に相談。宇治の別荘に家出する。
春日大納言（かすがのだいなごん）
右大臣家の長男で、高彬の兄。有能かつ両親に溺愛されている弟に対するコンプレックスを利用されて、帥の宮の陰謀に加担し、由良姫の入内を目論む。脂ぎった中年男で、容貌も全く似ていない（煌姫いわく「のっぺり顔」。高彬の長兄だと瑠璃から聞かされた際、驚いていた。）。
ちなみに子供は「男子ばかりで姫（女子）がいない」（つまり入内させる娘がいない）。

### その他
二の姫（にのひめ）
兵部卿宮の姫で、瑠璃と同い年。当代一の佳人として誉れの高い美女。
かつての恋人同士だった祖父と高彬の祖母、大尼君の強い意向で高彬と縁談の話があったが、高彬が瑠璃に想いを寄せ、なおかつ自らの歌の未熟さを悩んでいることを相談されて、彼の歌の師を快く引き受ける。
勘違いした瑠璃に屋敷に乗りこまれても、咄嗟に機転を利かせてその立場を守るなど、非常に聡明な女性だが、後にある事件でひどくやつれた彼女と再会することになる。
鷹男／東宮（とうぐう）／宗平親王（むねひらしんのう）／今上帝
初登場時19歳。東宮という身分にありながら、自ら陰謀を探るためにお忍びで暗躍するなど、才気煥発で行動力に溢れた青年。高彬が絶対の忠誠を誓っている。「どの公達よりも勝って華やかにお美しい」と高彬が称する美男で、かなりのプレイボーイでもある。
ある事件をきっかけに瑠璃に好意を寄せ、たびたび文を寄越したり、誘いをかけてきたりして、しばしば高彬と瑠璃の仲に波風を立てる。子供の頃は病弱であったため、当時庇ってくれた母親（太皇の宮）には帝になってからも頭が上がらない。
於夏（おなつ）
瑠璃の弟・融の乳兄弟に当たる女房。美人ではないが、瑠璃好みのきりっとした容貌で、しかも女房としては最上級といえる有能さを持つ。幼い頃は夏姫と呼ばれ、瑠璃が吉野に居た間、融と高彬の遊び相手だった。当時の邸内ではそれにちなんで「表の瑠璃姫、奥の夏姫」と呼ばれ、親しまれていた。
姉・阿久の忘れ形見である小姫を奪い返す機会を密かに窺っており、ついに実行に移すが瑠璃に阻まれ、家出した融がいる任国へと去る。
幼少より高彬に思いを寄せていたが、身分の違いから、思いを閉ざす。その許嫁となった瑠璃のことを、昔の自分を見ているようで好きだったと告げ、「今度誰か好きになる時には、大人しい許嫁のいる人にする」と言い残して去っていった。
涼中将（すずしのちゅうじょう）
右大臣家の婿。出世にはあまり興味のない風雅人で笛の名手。別名・「笛吹中将（ふえふきのちゅうじょう）」。藤宮の指南役も務める。権門の姫（聡子姫）に見初められ、逆玉に乗ったことだけはある美男だが、その経緯もあって、やや崩れた印象がある。
聡子姫とは夫婦仲がうまくいっておらず、あちこちに愛人がいる。阿久と面差しが似ている、於夏（夏姫）と関係を持つ。
阿久（あく）
涼中将のかつての恋人でさる宮家に仕えていた女房。涼中将が婿入りすることになり、右大臣家の意向を恐れた人々によって疎外され、不遇の一生を終えた。実は於夏の姉。中将との間に一人娘（小姫）がいた。
小姫（こひめ）
涼中将と阿久の間に生まれた娘。阿久が他界した後は、涼中将に引き取られ、聡子姫によって育てられている。義母である聡子姫を慕っており、実の叔母である於夏に連れて行かれそうになった時には、泣いて嫌がっていた。また、義理の叔母にあたる瑠璃にも懐いている。
守弥（もりや）
高彬の乳兄弟（大江）の兄で、高彬の教育係。高彬より5歳年長。叔母には煌姫の乳母の下記がいる。
右大臣家で家司を務め、主人や北の方などの内情にも詳しいため家内の影の実力者でもある。右大臣家に仕えているが、彼にとって大切なのは高彬のみであり、全ての価値基準は高彬である（高彬を敵視する右大臣の長子には手厳しく、高彬に懐いている由良姫はよい姫と評している）。高彬を事件に巻き込み、帝の信頼を損ねさせた（とされているが、実際は今上は高彬に「許せ」と詫びている）瑠璃を敵視し嫉妬している。
目的のためにさまざまな計略を立てる策謀家だが、いわゆる机上でしか物事を考えず、詰めが甘いため、その策略は失敗することが多い。
風雅人であった学者の父から受け継ぎ、琵琶の名手でもある。とある理由で小萩のことが苦手である。
煌姫（あきひめ）
水無瀬宮の姫君。両親が亡くなり、家財を騙し取られたため、日々の食事にも事欠くほど零落していた。いわゆる絶世の美女だが、その生い立ちゆえ「人を見たら泥棒と思え」「うまい話にはウラがある」を信条とする超リアリスト。守弥の母の妹が乳母として仕えている。
守弥の策略により高彬の側室の座を狙うが失敗し、後に内大臣邸（瑠璃の家）に身を寄せる。それを知った瑠璃とは反目し合う仲だったが、後に互いの目的のため共闘する仲となる。
悠々自適の生活のためには策を弄してでも玉の輿を狙おうとする野心家で、自分勝手な所が目立つ。しかし窮地に陥った瑠璃を二度も救い出したり、傷心の由良姫の話し相手になるなど、慈悲に満ちた一面も持ち合わせる。
帥の宮（そちのみや）／遠野宮康緒（とおのみややすお）
前々院の御子の1人で、藤宮の異母兄。母親は高内侍。確かな後ろ盾を持たないため降籍もできず、長らく無品親王として世間から忘れられていたが、とある縁で帥の宮に抜擢される。
今上帝と面影が似ており、そのため、太皇の宮や藤宮からも親しまれている。
高彬の長兄、春日大納言と手を組み、由良姫入内に纏わる陰謀の首謀者。
淑景舎殿（しげいさどの）／桐壺女御（きりつぼのにょうご）／絢姫（あやひめ）
亡き右大将の姫で、東宮（宗平親王）の添伏役を任じられ、そのまま妃のひとりとなった女性。
その後、男皇子を生み、今東宮の生母となる。二の姫、藤宮、煌姫ともまた違った風情のたおやかな美女。鷹男（今上帝）とは夫婦仲があまりうまくいっていない様子。
今東宮（いまとうぐう）
今上帝（鷹男）と桐壺女御の間に生まれた、皇子。
まだ幼いが人懐っこく、瑠璃姫にもすぐになついた。
大弐（だいに）
桐壺女御の乳姉妹であり、腹心の女房。
太皇の宮（たいこうのみや／たいおうのみや（初期はたいおうのみやとルビされている））
今上帝（鷹男）の母宮で、先帝の后。父は一度は立太子したこともある親王。宮自身も皇族だが、瑠璃に似た豪快で明るい性格だが、不信心。
今上の東宮時代、右大臣家の後見を求め、承香殿女御の入内を強く望んだ。「わたくしにとって最も大切なのは帝」と言い切り、後宮は華やかで平穏であってほしいと思っているため、桐壺女御より承香殿女御が性格的に合うらしい。吉野君とは叔母・甥の関係（吉野君の生母は、太皇の宮の異母妹）。
光徳院（こうとくいん）
先の帝で、今上帝・二の宮（左大臣の女御腹）、吉野君の父院。
太皇の宮（前述）が懐妊して宿下がりした直後、内裏が火災に遭い宮が住む実家（里内裏）に移り、そこで佐子姫（後述）を見初め結ばれてしまう。彼女も懐妊してしまい、誰にも相談出来ずに失踪した際に慌てた事から、太皇の宮に全てを覚られた。
それから数年後、左大臣に唆されて上洛した吉野君と対面。だが、彼の性格では貴族社会では生きていけないと感じ、「私の子ではない 我が子は東宮宗平親王のみ」と拒否。この事が、三条邸放火及び今上帝暗殺未遂事件へとつながってしまう。その直前、二の宮を出家させるため密かに呼び出した吉野君（唯恵）から「また一人 皇子を捨てられるのですね」と詰られ、初めて彼が自身を恨んでいた事を痛感した。現在は病を患い、寝たきりに。
早苗（さなえ）
内大臣家で務めを始めたばかりの新米女房。実家はかなり裕福。口が軽く、小萩からいつも叱られている。帥の宮の従者・利光と文のやりとりをする仲でのちに帥の宮邸へ移るが、瑠璃姫の動向を探るために自分に近づいたことを知り、しかも夫婦同然の女房がいる事を知ったショックで、毎日泣き暮らしていた。
のちに帥の宮が瑠璃を殺害しようとした事を知り、「こんな結婚サギと、人殺しのいるお邸なんてもうイヤ!」と守弥に泣きながら訴えた。
邦利光（くにのとしみつ）
帥の宮に仕える従者で、瑠璃も驚くほど「イイ男」。帥の宮の命で、早苗に接近。夫婦同然の仲の宮邸女房がいる。
佐子姫（すけこひめ）
太皇の宮（前述）の異母妹で、吉野君（前述）の生母。今上帝を身ごもった姉が実家の邸に下がっていた時、内裏が火事となったため帝（当時）もその邸に移り（いわゆる里内裏）、帝の目にとまって、身ごもってしまう。
誰にも相談出来ず、悩んだ末。家を出て吉野へ（当時の帝の様子から、太皇の宮は事情を悟った）。のちに吉野君が左大臣（当時）の陰謀で上洛した時にはショックのあまり号泣。その後、他界した。
前左大臣入道（さきのさだいじんにゅうどう）
第2巻より登場。帝（当時）に娘を女御として入内させており、太皇の宮が産んだ東宮（鷹男）を退け、孫皇子を東宮にするため懸命に働きかけるも、叶わず出家。ちなみに自身の子息である現左大臣は、「実に温厚ないい方」（鷹男談）とのこと。
出家した後、別宅で暮らしているが左馬頭等と共謀して東宮排斥を企むが、瑠璃の活躍により事は未然に防がれた。
捕えられた後、流罪に。
丹後（たんご）
前左大臣別邸の女房頭。現代風に言えば、「お局様」。
別宅でボヤ騒ぎ（瑠璃が連判状を入手するために、わざと燭台を倒した）が起き、書状が燃えてしまった事で大慌てする入道たちを一喝するほどのしっかり者。
少納言（しょうなごん）
別邸の女房で、瑠璃とは同世代。
彼氏がいるが、別宅であるにもかかわらず侍が多い事から「通いにくい」と言われたとのこと。
左馬頭（さまのかみ）
前左大臣入道と共に、東宮（鷹男）排斥を企む一派の一人。
瑠璃いわく「スケベじじい」。東宮が今上帝（当時）を呪詛するよう頼んだ書状を偽造した。

## 漫画版
小説が好評になり、同時期に山内直実作画による白泉社の少女漫画誌『花とゆめ』に漫画版も連載されるが、1990年代初期に原作小説版の中盤（瑠璃姫の結婚）あたりで終了。10年以上の時を経て、『花とゆめ』2004年12号より人妻編として月1回の連載が再開された。しかし全12回掲載されたところで（『花とゆめ』2005年12号まで）掲載誌が変わり、『別冊花とゆめ』に連載された。前期に白泉社から出版されたコミックスは、単行本全11巻。その後文庫本全6巻、愛蔵版全7巻がいずれも白泉社から再版された（収録内容はどれもほぼ同じで、イラスト収録があるのとないものの違いのみ）。再開後の人妻編は、2011年6月に最終巻であるコミックスの11巻が出版された。

## 評価
文芸評論家の榎本秋は、本作が刊行される以前は大人が使うような言葉を使用した小説が主流だったが本作では著者や読者が日常生活で使用するものに近い言葉が使用されていたことから、当時はかなり衝撃を受けたと述べている。

## 既刊一覧

### 小説
「ジャパネスク3」は番外編「アンコール!」2作品の内容も踏まえている。

#### 旧版
- 氷室冴子（著）・峯村良子（イラスト）、集英社〈コバルト文庫〉、全10巻
  1. 『なんて素敵にジャパネスク』1984年5月15日第1刷発行、ISBN 4-08-610662-0
  2. 『なんて素敵にジャパネスク2』1985年4月15日第1刷発行、ISBN 4-08-610741-4
  3. 『ジャパネスク・アンコール!』1985年7月15日第1刷発行、ISBN 4-08-610762-7
  4. 『続ジャパネスク・アンコール!』1986年6月15日第1刷発行、ISBN 4-08-610848-8
  5. 『なんて素敵にジャパネスク3 人妻編』1988年5月10日第1刷発行、ISBN 4-08-611154-3
  6. 『なんて素敵にジャパネスク4 不倫編』1989年3月10日第1刷発行、ISBN 4-08-611261-2
  7. 『なんて素敵にジャパネスク5 陰謀編』1990年2月10日第1刷発行、ISBN 4-08-611378-3
  8. 『なんて素敵にジャパネスク6 後宮編』1990年7月10日第1刷発行、ISBN 4-08-611429-1
  9. 『なんて素敵にジャパネスク7 逆襲編』1991年1月10日第1刷発行、ISBN 4-08-611490-9
  10. 『なんて素敵にジャパネスク8 炎上編』1991年1月10日第1刷発行、ISBN 4-08-611491-7

#### 新装版
ほぼ旧版と同じ内容であるが、作者による一部表現や文言の手直し、カット部分などがある。
- 氷室冴子（著）・後藤星（イラスト）、集英社〈コバルト文庫〉、全10巻
  1. 『なんて素敵にジャパネスク』1999年4月10日第1刷発行（4月1日発売[11]）、ISBN 4-08-614568-5
  2. 『なんて素敵にジャパネスク2』1999年4月10日第1刷発行（4月1日発売[12]）、ISBN 4-08-614569-3
  3. 『ジャパネスク・アンコール!』1999年4月10日第1刷発行（4月1日発売[13]）、ISBN 4-08-614570-7
  4. 『続ジャパネスク・アンコール!』1999年4月10日第1刷発行（4月1日発売[14]）、ISBN 4-08-614571-5
  5. 『なんて素敵にジャパネスク3 人妻編』1999年6月10日第1刷発行（6月3日発売[15]）、ISBN 4-08-614593-6
  6. 『なんて素敵にジャパネスク4 不倫編』1999年6月10日第1刷発行（6月3日発売[16]）、ISBN 4-08-614594-4
  7. 『なんて素敵にジャパネスク5 陰謀編』1999年8月10日第1刷発行（7月23日発売[17]）、ISBN 4-08-614615-0
  8. 『なんて素敵にジャパネスク6 後宮編』1999年8月10日第1刷発行（7月23日発売[18]）、ISBN 4-08-614616-9
  9. 『なんて素敵にジャパネスク7 逆襲編』1999年10月10日第1刷発行（10月1日発売[19]）、ISBN 4-08-614638-X
  10. 『なんて素敵にジャパネスク8 炎上編』1999年10月10日第1刷発行（10月1日発売[20]）、ISBN 4-08-614639-8

#### みらい文庫版
新装版を底本に、総ルビを付した。みらい文庫は小学生および中学生を主な読者として想定しており、当シリーズは「小学上級・中学から」を対象とした「読んでおきたい名作」と位置づけられている。
- 氷室冴子（著）・佐嶋真実（イラスト）、集英社〈集英社みらい文庫〉、全2巻
  1. 『なんて素敵にジャパネスク1』2012年3月5日発売[24]、ISBN 978-4-08-321080-8
  2. 『なんて素敵にジャパネスク2』2012年7月5日発売[25]、ISBN 978-4-08-321105-8

#### 復刻版
- 氷室冴子（著）、集英社〈コバルト文庫〉、全2巻
  1. 『なんて素敵にジャパネスク』2018年9月28日発売[26]、ISBN 978-4-08-608079-8
  2. 『なんて素敵にジャパネスク2』2018年11月1日発売[27]、ISBN 978-4-08-608082-8

#### トリビュート集
- 『ジャパネスク・リスペクト!』 集英社〈コバルト文庫〉、2018年9月28日発売[28]、ISBN 978-4-08-608080-4
  - 著者:我鳥彩子、後白河安寿、岡本千紘、松田志乃ぶ、山内直実、後藤星

### 漫画

#### なんて素敵にジャパネスク
- 氷室冴子（原作）・山内直実（作画） 『なんて素敵にジャパネスク』 白泉社〈花とゆめコミックス〉、全11巻
  1. 1989年4月25日第1刷発行、ISBN 4-592-11242-3
  2. 1989年9月25日第1刷発行、ISBN 4-592-11243-1
  3. 1990年3月25日第1刷発行、ISBN 4-592-11244-X
  4. 1990年8月25日第1刷発行、ISBN 4-592-11245-8
  5. 1991年1月25日第1刷発行、ISBN 4-592-11246-6
  6. 1991年5月25日第1刷発行、ISBN 4-592-11247-4
  7. 1991年12月25日第1刷発行、ISBN 4-592-11248-2
  8. 1992年5月25日第1刷発行、ISBN 4-592-11249-0
  9. 1992年11月25日第1刷発行、ISBN 4-592-11250-4
  10. 1993年3月25日第1刷発行、ISBN 4-592-11258-X
  11. 1993年7月25日第1刷発行、ISBN 4-592-11279-2
- 氷室冴子（原作）・山内直実（作画） 『なんて素敵にジャパネスク』 白泉社〈白泉社文庫〉、全6巻
  1. 1997年9月12日発売[29]、ISBN 4-592-88231-8
  2. 1997年9月12日発売[30]、ISBN 4-592-88232-6
  3. 1997年12月12日発売[31]、ISBN 4-592-88233-4
  4. 1997年12月12日発売[32]、ISBN 4-592-88234-2
  5. 1998年3月13日発売[33]、ISBN 4-592-88235-0
  6. 1998年3月13日発売[34]、ISBN 4-592-88236-9
- 氷室冴子（原作）・山内直実（作画） 『愛蔵版 なんて素敵にジャパネスク』 白泉社〈ジェッツコミックス〉、全7巻
  1. 2004年7月発行、ISBN 4-592-14211-X
  2. 2004年7月発行、ISBN 4-592-14212-8
  3. 2004年8月発行、ISBN 4-592-14213-6
  4. 2004年9月発行、ISBN 4-592-14214-4
  5. 2004年10月発行、ISBN 4-592-14215-2
  6. 2004年11月発行、ISBN 4-592-14216-0
  7. 2004年12月発行、ISBN 4-592-14217-9

#### なんて素敵にジャパネスク 人妻編
- 氷室冴子（原作）・山内直実（作画） 『なんて素敵にジャパネスク 人妻編』 白泉社〈花とゆめコミックス〉、全11巻
  1. 2005年1月19日発売[35]、ISBN 4-592-18211-1
  2. 2005年7月19日発売[36]、ISBN 4-592-18222-7
  3. 2006年2月17日発売[37]、ISBN 4-592-18223-5
  4. 2006年10月19日発売[38]、ISBN 4-592-18224-3
  5. 2007年7月19日発売[39]、ISBN 978-4-592-18225-2
  6. 2008年6月19日発売[40]、ISBN 978-4-592-18486-7
  7. 2008年11月19日発売[41]、ISBN 978-4-592-18487-4
  8. 2009年6月19日発売[42]、ISBN 978-4-592-18488-1
  9. 2010年1月19日発売[43]、ISBN 978-4-592-18489-8
  10. 2010年11月19日発売[44]、ISBN 978-4-592-19230-5
  11. 2011年6月20日発売[45]、ISBN 978-4-592-19231-2
- 氷室冴子（原作）・山内直実（作画） 『なんて素敵にジャパネスク 人妻編』 白泉社〈白泉社文庫〉、全6巻
  1. 2014年3月14日発売[46]、ISBN 978-4-592-89051-5
  2. 2014年3月14日発売[47]、ISBN 978-4-592-89052-2
  3. 2014年6月13日発売[48]、ISBN 978-4-592-89053-9
  4. 2014年6月13日発売[49]、ISBN 978-4-592-89054-6
  5. 2014年9月17日発売[50]、ISBN 978-4-592-89055-3
  6. 2014年9月17日発売[51]、ISBN 978-4-592-89056-0

#### イラスト集
- 山内直実『画集 なんて素敵にジャパネスク』 白泉社、1993年6月発行、ISBN 4-592-73110-7

## テレビドラマ
1986年12月27日には日本テレビで富田靖子主演でテレビドラマ化された。石坂浩二の助演を兼ねてのテレビドラマ初監督作品で、コンビの長い松木ひろしが脚本を担当した。
- 出演者
  - 瑠璃姫 - 富田靖子
  - 高彬 - 木村一八
  - 鷹男の帝 - 仲村トオル
  - 融 - 西川弘志
  - 吉野の君 - 京本政樹（少年期：大沢健）
  - 権少将 - 佐藤B作
  - 二の姫 - 鳥居かほり
  - 藤宮 - かとうかずこ
  - 北の方（瑠璃姫の継母） - 中井貴恵
  - 小萩 - 中田喜子
  - 大海入道 - 伊東四朗
  - 瑠璃姫の父（内大臣） - 石坂浩二
  - 小倉久寛
  - 中本賢
  - 阿藤海
  - 竹中直人
  - 板谷祐三子
  - 高杉亘
  - 青木さなえ
  - 大前均
- 演出：石坂浩二
- 脚本：松木ひろし
- 主題歌 - 富田靖子「なんて素敵にジャパネスク」

## ラジオドラマ
NHK-FM『カフェテラスのふたり』でラジオドラマ化された。1987年1月6日 - 1月17日（全10回）
- 出演者
  - 瑠璃姫 - 小林聡美
  - 高彬 - 坂上忍